# Johann von Posilge
Johann von Posilge (c. 1340 – 1405) è stato un parroco di Deutsch Eylau (Iława) e in seguito assistente del vescovo di Pomesania.
È conosciuto per essere l'autore di Chronik des Landes Preussen, una cronaca che descrive in dettaglio gli eventi riguardanti la Prussia intorno al 1360. È una delle fonti più importanti sulla storia dei Cavalieri Teutonici per il periodo. Dopo la sua morte, la cronaca fu tradotta dal latino al tedesco e continuò fino al 1420.  Posilge non era un tedesco ma un prussiano, nato nel villaggio di Posilge (Żuławka Sztumska), a est di Marienburg (Malbork). In quanto tale, era più critico nei confronti dei Cavalieri e deviava dalle tradizionali cronache eccessivamente panegiriche dell'epoca.